# Centrallasarettet Växjö
Centrallasarettet Växjö är länssjukhuset i Kronobergs län. Det ligger vid Växjösjön på Söder i Växjö och har funnits sedan 1879.
Den stora utbyggnaden ritades av Karl-Åke Hellman.

## Räppe
Under våren 2019 beslutade regionfullmäktige om att bygga ett nytt sjukhus i Räppe.